# Ватткопфтунель
48°56′27″ пн. ш. 8°25′38″ сх. д. / 48.9408° пн. ш. 8.42722° сх. д.
Ватткопфтунель (нім. Wattkopftunnel) — автодорожній тунель завдовжки 1950 м під горою Ватткопф у районі Карлсруе, побудований в 1988—1994 рр. як східний обхід Еттлінгена. Сполучає Карлсруе з Альбталем і є частиною державної дороги 562.
У 2004 році тунель визнали найнебезпечнішим дорожнім тунелем у Німеччині через відсутність евакуаційних тунелів і нерозділених смуг.

## Ремонт та переобладнання
З листопада 2006 року до кінця липня 2007 року тунель Ватткопф закрили на ремонтні роботи, які були першим етапом модернізації безпеки.
З 1 серпня 2007 року тунель Ватткопф знову доступний без обмежень.
Ремонтні роботи містили, серед іншого, повністю переглянуті системи зв'язку, покращений моніторинг непрозорості повітря та повністю переглянуту концепцію вентиляції.
На другому етапі заходів безпеки побудували аварійний тунель завдовжки 1500 м.
Евакуаційний тунель був з'єднаний з робочим тунелем через перехресні з'єднання через що 280 м.